# Kadiša Onalbajeva
Kadiša Onalbajeva (kazaško Hadısha Ońalbaeva), kazaška pianistka, skladateljica in pedagoginja, * 1972, Žetisaj, Kazaška SSR, Sovjetska zveza.
Onalbajeva je prva pianistka iz Kazahstana, ki je prejela prestižni naslov Steinway Artist. V svoji karieri je prejela več nagrad na svetovnih tekmovanjih in festivalih.

## Zgodnje življenje in izobraževanje
Z glasbenim šolanjem je pričela, ko je bila stara pet let. Takrat je začela obiskovati Zubanovovo šolo za talentirane otroke v Almatiju v Kazahstanu. v Zubanovovi šoli je briljirala na klavirju in v kompoziciji ter prejela nagrade s številnih tekmovanj, med drugimi s sovjetskega tekmovanja novih talentov, kazahtanskih klavirskih tekmovanj in drugih tekmovanj in festivalov v Centralni Aziji, Nemčiji, Turčiji, Rusiji in Uzbekistanu. Po opravljene šolanju se je vpisala na Kurmangaški državni glasbeni konservatorij.
Leta 1988 je Onalbajeva prejela predsedniško nagrado za mlade umetnike in nagrado Chevron za talentirane študente za klavir in kompozicijo. Leta 2003 je imigrirala v ZDA, kjer je leta 2005 in 2006 na Univerzi New Orleansa diplomirala iz kompozicije in klavirja, leta 2010 pa je doktorirala iz klavirja na Državni univerzi v Louisiani v Baton Rougu, Louisiana.

## Kariera
V svoji karieri se je Onalbajeva udeleževala festivalov sodobne in klasične glasbe kot skladateljica, pianistka ali organizatorka festivala v Kazahstanu, Rusiji, Uzbekistanu, Kostariki, Avstriji in Angliji. Kazahstanski državni filharmonični orkester ji je leta 2013 naročil, da napiše simfonično pesnitev, ki jo je Onalbajeva poimenovala Zherym. Delo je bilo krstno izvedeno maja 2014, izvedel pa ga je Kazahstanski državni filharmonični orkester. Nastopala je z orkestrom Univerze Mobila, Mobile Symphonic Bandom, Pensacola Civic Bandom, Simfoničnim orkestrom Albany, Kazahstanskim državnim filharmoničnim orkestrom, pa tudi z Astanskim filharmoničnim orkestrom. Med komornimi skupinami je sodelovala z godalnim kvartetom Gazize Žubanove v Kazahstanu, Emerald Coast Triom, Gulf Coast Virtuosi in med drugim z violinistom Emanuelom Borokom. Onalbajeva je tudi mednarodna zasodnica klavirskih izvedb, kliničarka in lektorica.
Leta 2013 je Onalbajeva postala prva pianistka iz Kazahstana, ki je prejela naziv Steinway Artist. Trenutno deluje kot profesorica glasbe na Univerzi v Mobilu, deluje pa tudi kot predsednica in ustanoviteljica Gulf Coast Steinway Society.
Ministrstvo za kulturo Republike Kazahstan je o Onalbajevi posnel celovečerni dokumentarni film z naslovom "Independent National's Heritage". Dokumentarec je izšel leta 2015 tako v kazaščini in ruščini.
20. decembra 2016 je Onalbajeva posnela štiri dela za snemalni projekt Spiria v Steinway Hallu v New Yorku. Leta 2017 je predsedovala uspešni kampanji Steinway na Univerzi v Mobilu, Alabama. Istega leta je prejela nagrado Artist Fellowship Grant s strani Državnega sveta za umetnost Alabame. 6. junija 2018 je izvedla solistični recital v Carnegie Hallu. Leta 2019 je posnela "Ligeti Light" za solo klavir Lawrenca Mossa na albumu New Dawn, ki ga je izdala založba Innova. Istega leta je za lastno kompozicijo za solo klavir "Think... Together" prejela nagrado "Glad Robinson Youse Adult Composer". V tem letu je gostovala tudi v Kazahstanu, kjer je nastopila na Kazaškem državnem konservatoriju, izvajala mojstrske tečaje in se kot članica žirije udeležila 5. mednarodnega profesionalnega tekmovanja za klasične vokaliste. Leta 2020 je napisala naslovno skladbo za mednarodno priznan dokumentarni film o življenju muze Christiana Diorja, Alli Ilchun.

## Zasebno življenje
Živi v Pensacoli na Floridi s svojim možem Michaelom Colemanom, ki je prav tako pianist in skladatelj. Ima hčerko Maliko in vnukinjo Dorothy Kadisho.